# Корейская ассоциация падук
Корейская ассоциация падук (кор. 한국기원 Хангук Гивон) — профессиональная организация (ассоциация) игроков в падук (го) Республики Корея. Является членом Международной федерации го.

## Деятельность
Ассоциация занимается вопросами организации профессиональных турниров, присвоением квалификационных рангов (профессиональные даны), привлечением спонсоров и другими вопросами развития игры го в рамках своей компетенции.
В ассоциации состоит более двухсот профессиональных игроков, среди которых неоднократные победители мировых профессиональных турниров.
На любительских чемпионатах представители Южной Кореи также неоднократно завоевывали высшие награды.

## Россияне, имеющие профессиональные ранги Корейской ассоциации падук
2002 год — Александр Динерштейн и Светлана Шикшина, первыми в истории российского го, получили 1-й профессиональный дан (1p) от Корейской ассоциации падук. В настоящее время оба игрока уже достигли 3-го профессионального дана (3p).